# Sakramentshaus

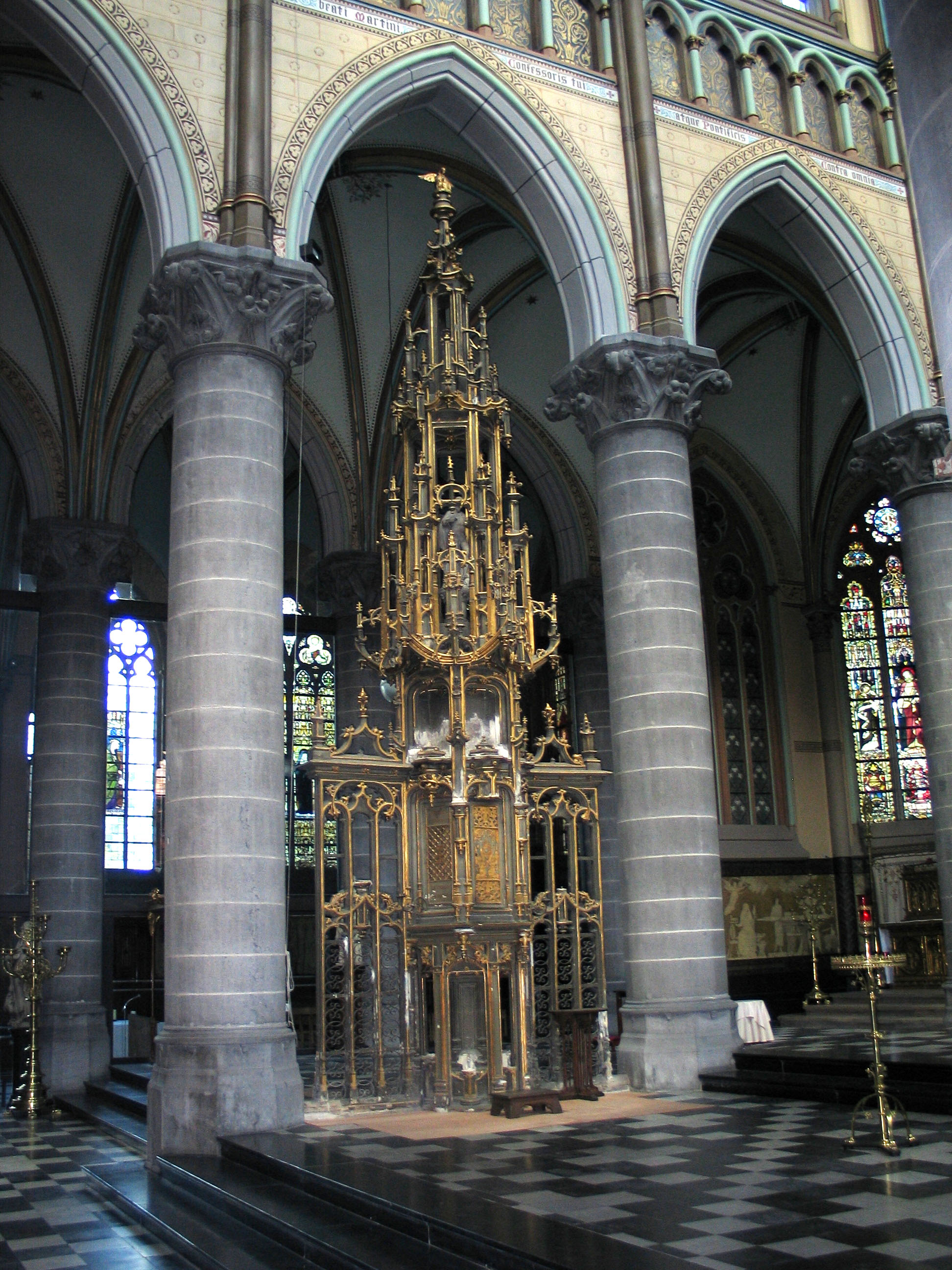
Sakramentshaus in der Sankt-Martins-Kirche in Kortrijk

Ein Sakramentshaus (auch Sakramentshäuschen) ist eine Kleinarchitektur innerhalb eines Kirchengebäudes und dient zur Aufbewahrung des eucharistischen Leibes Christi.

## Verbreitung

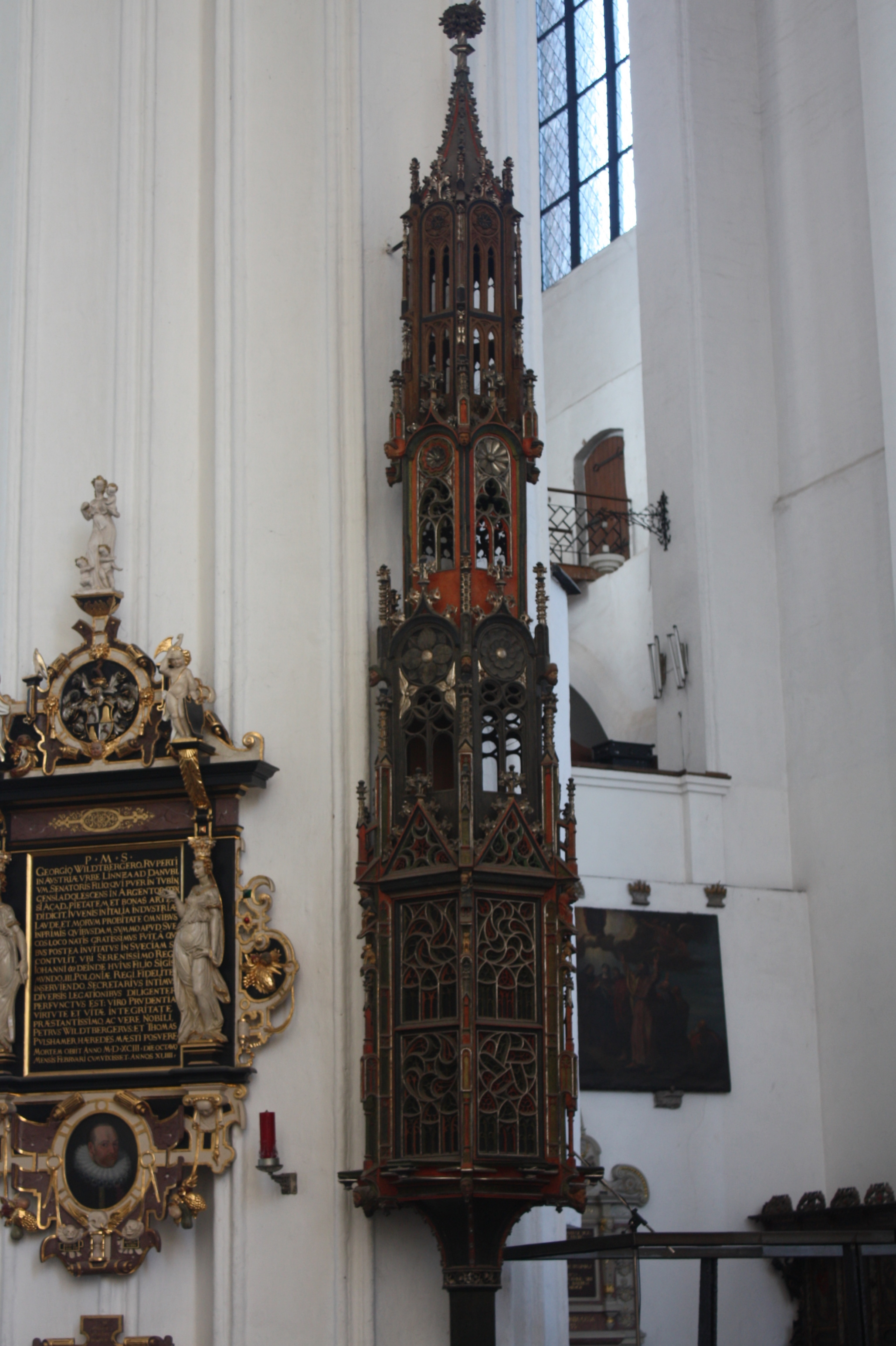
Sakramentshaus in der Marienkirche in Danzig

In romanischen Kirchen wurden die konsekrierten Hostien, die für die Sterbekommunion aufbewahrt wurden, in einer in die Nordwand des Chorraums eingelassenen verschließbaren oder vergitterten Sakramentsnische verwahrt, die möglichst aufwändig gerahmt und künstlerisch ausgestaltet sein sollte. Im Hochmittelalter entwickelte sich in Theologie und Liturgie eine starke Betonung der Realpräsenz Jesu Christi im Allerheiligsten und die Verehrung des menschgewordenen Gottessohnes in der Brotsgestalt. Sie wurde gefördert durch eine von Schauverlangen bestimmte hochmittelalterliche Eucharistiefrömmigkeit und brachte die architektonische Form des Sakramentshauses hervor.
Das Sakramentshaus befindet sich meist auf der Evangelienseite, also bei geosteten Kirchen nördlich, neben dem Altar. Die Verbreitung des Sakramentshauses begann gegen Ende des 14. Jahrhunderts in Deutschland. Vorher war die Aufbewahrung des Allerheiligsten in einer über dem Altar hängenden Hostientaube (Peristerium) üblich. Später wurde der Tabernakel, der Aufbewahrungsort für das Allerheiligste, zunächst in das Altarretabel eingefügt und später auf dem Altartisch selber aufgestellt. Als das Tridentinum (1545–63) die Unterbringung im Tabernakel auf dem Altar verpflichtend anordnete, wurde das Sakramentshaus gänzlich überflüssig. Sakramentshäuser wurden deshalb nur während der deutschen Gotik und Renaissance errichtet.
Das Zweite Vatikanische Konzil (1962–65) ließ die Einführung des frei stehenden Volksaltars zu, der frei umschritten werden können soll und bei dem sich, im Unterschied zum Hochaltar, der Tabernakel daher meist nicht mehr zentral in der Mitte befindet. Die Aufbewahrung des Allerheiligsten kann seitdem „an einer anderen, wirklich vornehmen und würdig hergerichteten Stelle der Kirche“ geschehen, somit auch in bestehenden oder neu geschaffenen Sakramentshäusern.

## Bekannte Sakramentshäuser

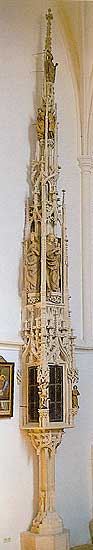
Wallfahrtskirche Mauer bei Melk

| Standort                                                                       | Entstehung | Besonderheiten |
| Bonifatius-Kirche in Arle                                                      | Gegen Ende des 15. Jahrhunderts                                                                                  | Frei im Raum stehendes Sakramentshaus in reichen spätgotischen Formen aus Baumberger Sandstein. |
| Marienkirche in Danzig (nördliche Seite des Hauptschiffes)                     | 1482 | Gotisches Sakramentshaus aus Holz in Form eines mehrgeschossigen Turmes. |
| Doberaner Münster in Bad Doberan                                               | Vor 1368 | Ältester Sakramentsturm Deutschlands, 11,6 m hoch, in Eichenholz geschnitzt. |
| St.-Urbanus-Kirche in Dorum                                                    | 1524 | Freistehendes turmartiges Sakramentshäuschen in filigranen gotischen Formen aus Baumberger Kalkstein. |
| Sakramentshäuschen (St. Lambertus) in Düsseldorf                               | 1475/1478 (Stiftung)                                                                                             | Von Herzog Wilhelm III. und seiner Gemahlin Elisabeth gestiftet; dreifach vertikal gegliederter Aufbau. |
| Sakramentshäuschen (Kreuzherrenkloster) in Helenenberg (Welschbillig)          | 1525 (Stiftung)                                                                                                  | Mehrstöckiger Fialenaufbau mit reichem, z. T. naturalistisch gehaltenem Astwerk. |
| Stadtkirche (Friedberg) in Friedberg (Hessen) (Nordwand des Chorraums)         | von der Bauhütte der Stadtkirche am 4. Juni 1482 bei dem Frankfurter Bildhauer Hans von Düren in Auftrag gegeben | Höhe: 14 m; es sollte 250 Gulden kosten, zusätzlich 20 Gulden Vergütung für den Künstler. Das Datum der Fertigstellung ist nicht bekannt, dürfte aber Ende des Jahres 1484 liegen; spektakuläre spätgotische Kleinarchitektur, mit zahlreichen ineinander verwobenen, in Stein ausgearbeiteten Strängen auf sechseckigem Grundriss. |
| Dom St. Marien in Fürstenwalde/Spree                                           | 1517 | Von Franz Maidburg geschaffen. |
| Sankt-Martins-Kirche (Sint-Maartenskerk) im belgischen Kortrijk                | 1585 | Höhe: 6,5 m, angefertigt von H. Mauris (Antwerpen). |
| St. Nicolai in Lemgo (Nordseite des Nordchors)                                 | 1477 | Höhe etwa 9,50 m, die ursprünglichen Seitenfiguren vermutlich im reformatorischen Bildersturm 1531 zerstört. Erhalten sind nur noch die Konsolen und Baldachine, das Werk vermutlich aus einer münsterischen oder münsterländischen Werkstatt, als Postament ein ehemaliger Grabstein des 13. Jahrhunderts. |
| Marienkirche in Lübeck (an der Nordwand des Chorraums)                         | 1479 | Höhe: 9,5 m, mit ca. 1000 bronzenen, teilweise vergoldeten Einzelteilen, von Klaus Grude geschaffen |
| Wallfahrtskirche Mauer bei Melk (Nordseite)                                    | 1506, wie es das Meisterzeichen zeigt.                                                                           | Höhe: etwa 11 m und zierlich. Auf einem schlanken Sockelpfeiler ruht die kastenförmige Sakramentsnische mit gotischen Gittern. Es sind Statuen der Gottesmutter und der hll. Barbara, Katharina von Alexandrien, Benedikt, Stephanus und Nikolaus zu sehen. |
| Ludgeri-Kirche in Norden (zwischen zwei der nördlichen Rundpfeiler des Chores) | Um 1480 | Aus Baumberger Kalksandstein. |
| St. Lorenz in Nürnberg                                                         | Das Sakramentshaus St. Lorenz (Nürnberg) gilt als Meisterwerk Adam Krafts, das er 1493–1496 geschaffen hat.      | 20,11 m hoher Turm aus Sandstein, der an geflochtene Ranken eines Baums erinnert und von drei Figuren gestützt wird. In einer der drei Figuren hat sich der Künstler selbst verewigt. Im Sakramentshaus sind sieben Ebenen erkennbar (von unten nach oben: Umgang, Hostienschrank, Abendmahl, Passion, Kreuzigung, Auferstehung und eingedrehte Spitze). Die Gesamtkosten betrugen 700 Gulden (+70 Gulden "Ehrengeld" und 20 Gulden für Schranktüren). Trotz seiner filigranen Gestalt und der starken Beschädigung der Lorenzkirche durch Bombenangriffe im Zweiten Weltkrieg konnte das Sakramentshäuschen durch eine Umhüllung aus Gips vor der Zerstörung bewahrt werden.                                                                     |
| Kloster zum Heiligen Kreuz in Rostock (nördliche Seite des Hauptschiffes)      | Um 1380 | Gotisches Sakramentshaus aus Holz in Form eines mehrgeschossigen Turmes. |
| Salemer Münster                                                                | 1494 | Höhe: 16 m. Es ist ein mit gotischen Ornamenten geschmücktes steinernes Türmchen und stand ursprünglich als Monument auf dem Grab des großen Abts Johannes I. Stantenat (1471–1494). Heute steht es an der Nordwand des Querhauses, wo es teilweise von der Empore verdeckt wird. Die Fialen sind Steinmetzarbeiten aus Salemer Werkstätten, vermutlich aus der Hand des überregional wirkenden Werkmeisters Hans von Safoy. Die vergoldeten Schnitzfiguren wurden nicht für den Sakramentsschrein angefertigt, sondern sind wahrscheinlich Reste des von Michel Erhart gefertigten Hochaltars. Seit er 1751 an seinen heutigen Platz gerückt wurde, rahmen den Schrein vergoldete Putten und Wolkentürme aus Josef Anton Feuchtmayers Werkstatt. |
| St.-Martins-Kirche in Tettens (in der Nähe des Altars)                         | 1523 bis 1525 | Aus Baumberger Sandstein; der Künstler ist unbekannt, jedoch hat das Werk Ähnlichkeit mit Werken des Bildhauermeisters Berndt Bunekemann aus Münster. |
| Ulmer Münster in Ulm                                                           | zwischen 1467 und 1471                                                                                           | Es gilt mit 26 m als das höchste in Deutschland. Im Gegensatz zum hölzernen Kanzeldeckel mit ähnlicher Struktur ist es ganz aus Kalk- und Sandstein gehauen. Die Hohlkehlen des Handlaufs enthalten eigenartige Figuren: Tiger, Zungenstrecker, Zottelträger, Affen und Echsen. |
| Stadtkirche St. Peter und Paul in Weil der Stadt (Chor)                        | 1611 | Höhe über 11 m, im Stil der Spätrenaissance aus hellem Sandstein geschaffen von Georg Miler, gestiftet von dem Weiler Bürgermeister Junker Franz Marquart von Flade. |
| St. Martin in Aalst                                                            | 1604 | Freistehend, barock, Marmor, 7,50 m hoch, erbaut von Jeroom Duquesnoy dem Älteren aus Brüssel. |
| Sint Pieter in Löwen                                                           | 1450 | Freistehend, gotisch, Sandstein, 12 m hoch, erbaut von Matheus de Layens. |

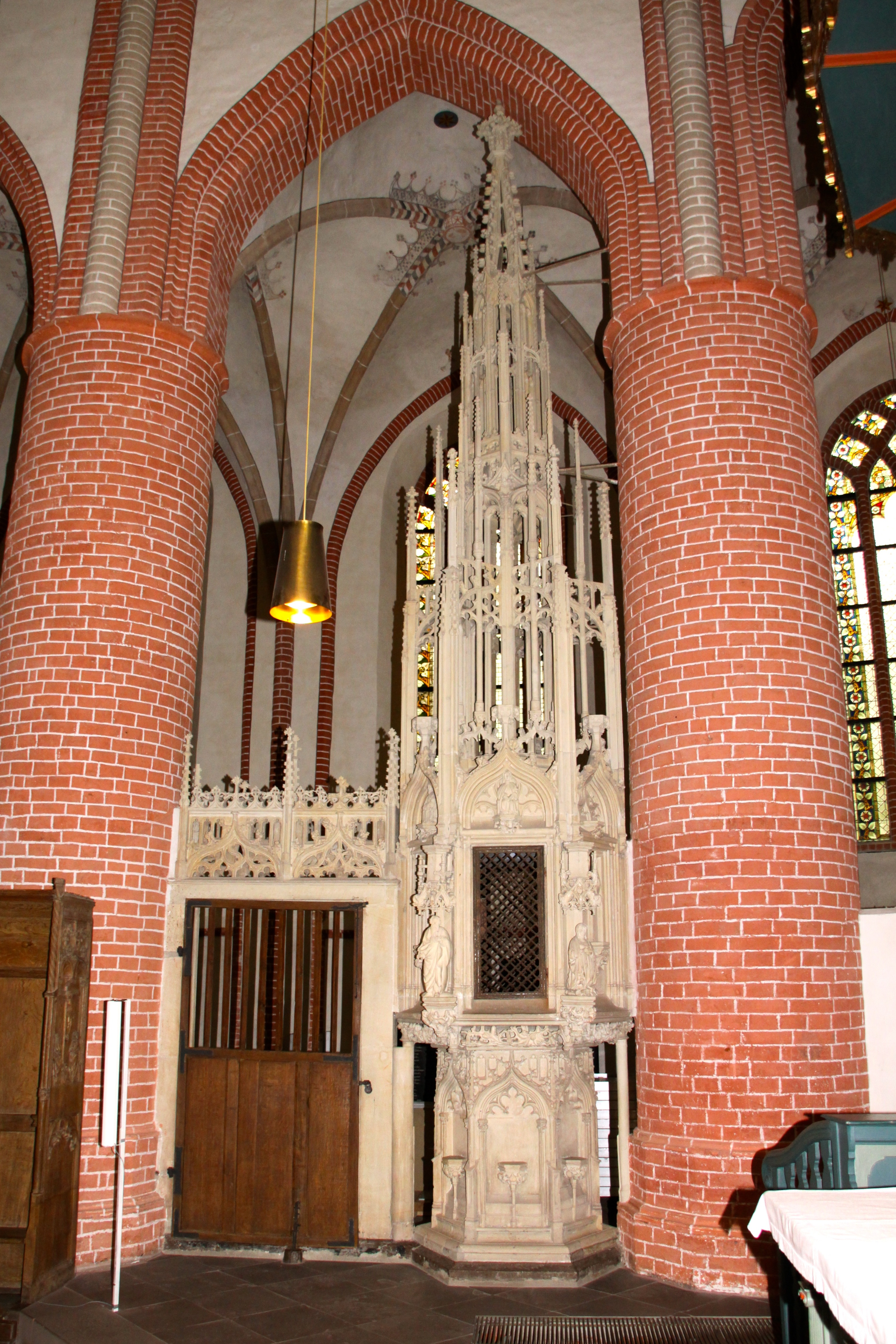
Ludgerikirche in Norden
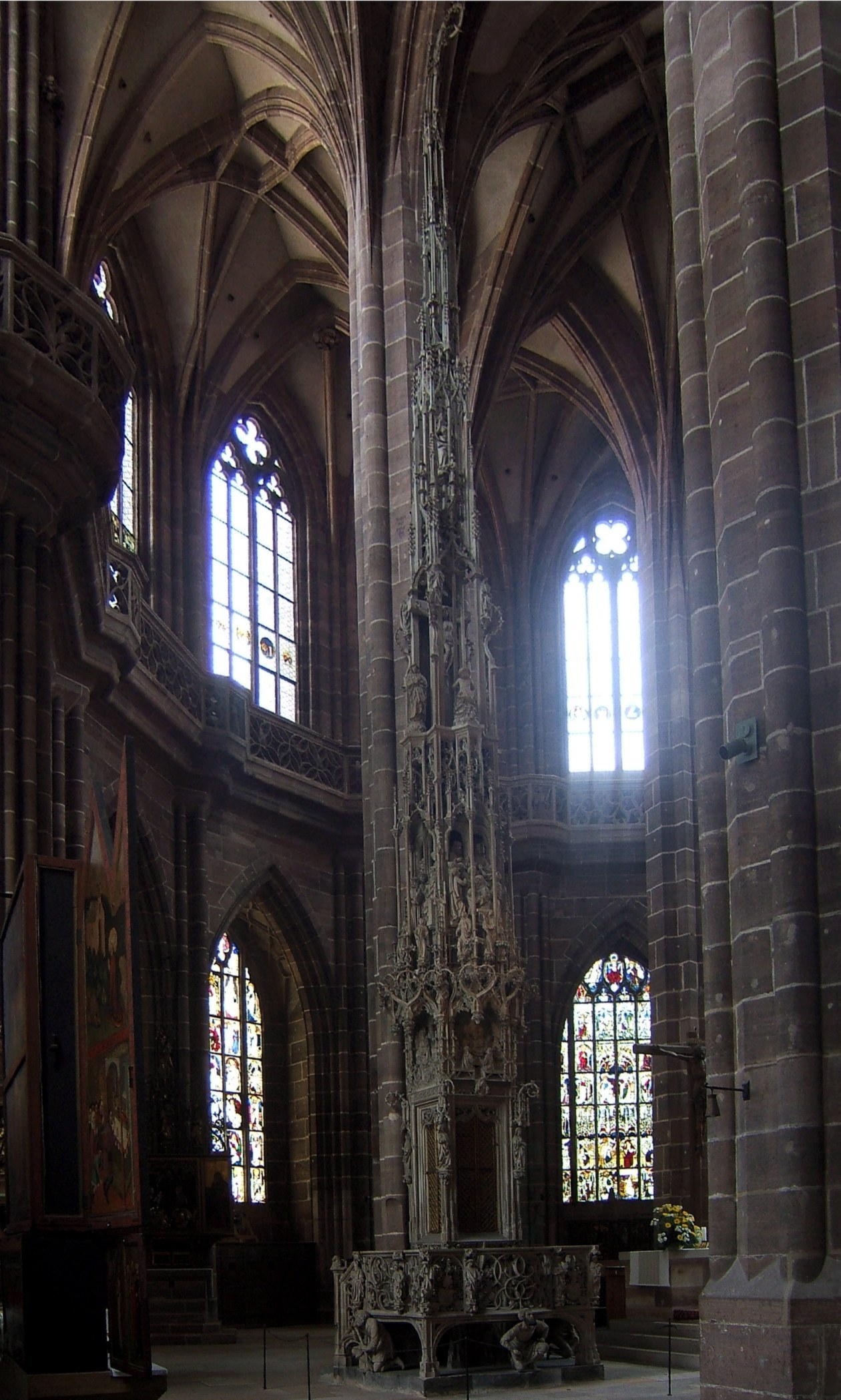
St.-Lorenz-Kirche in Nürnberg
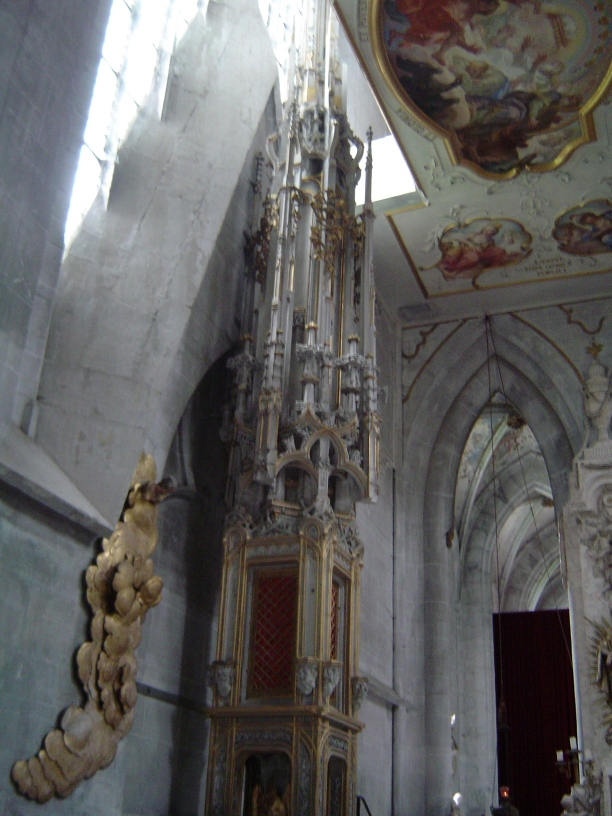
Salemer Münster
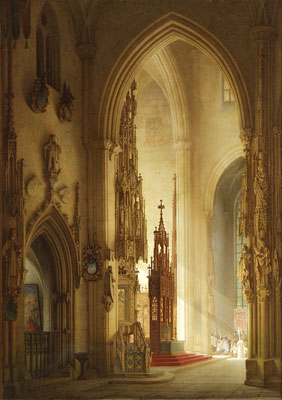
Ulmer Münster
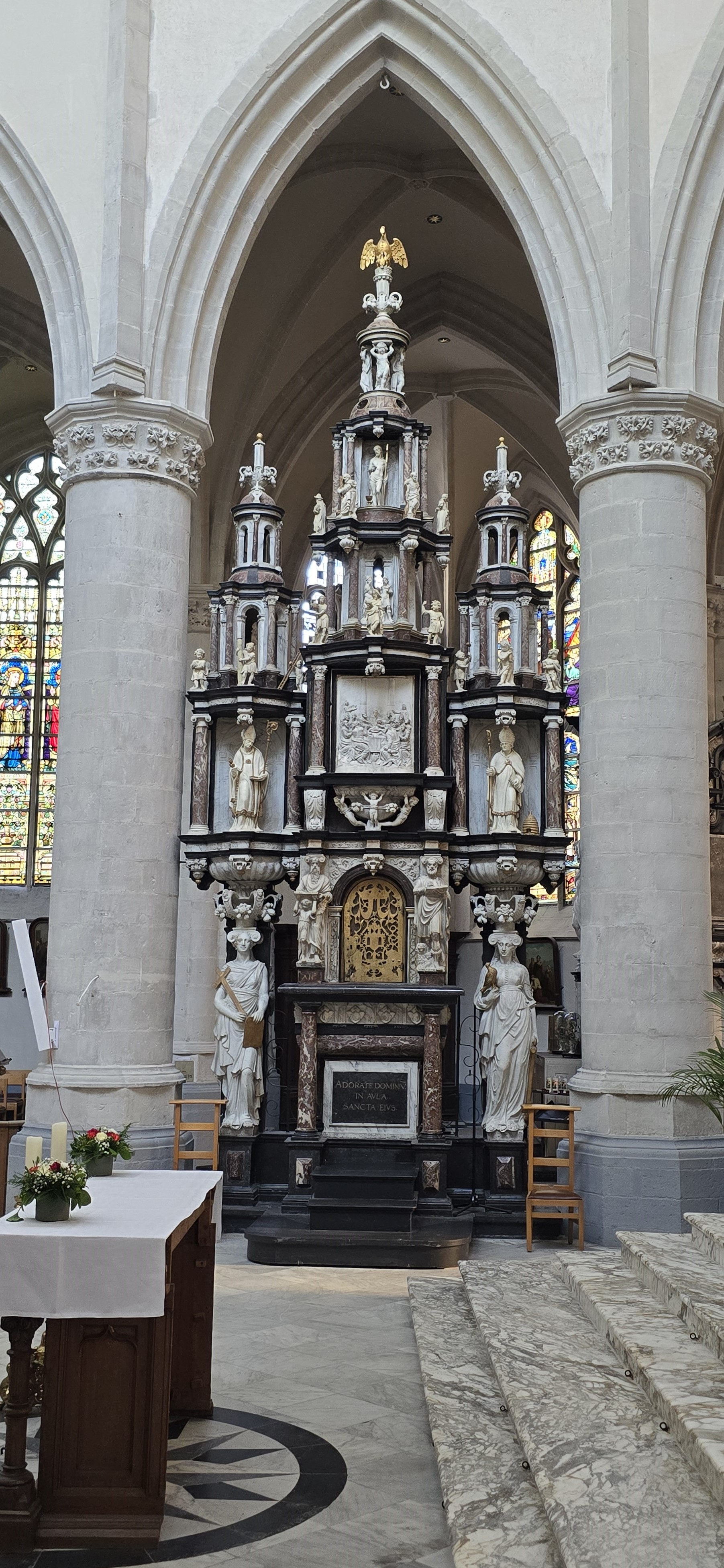
St. Martin in Aalst
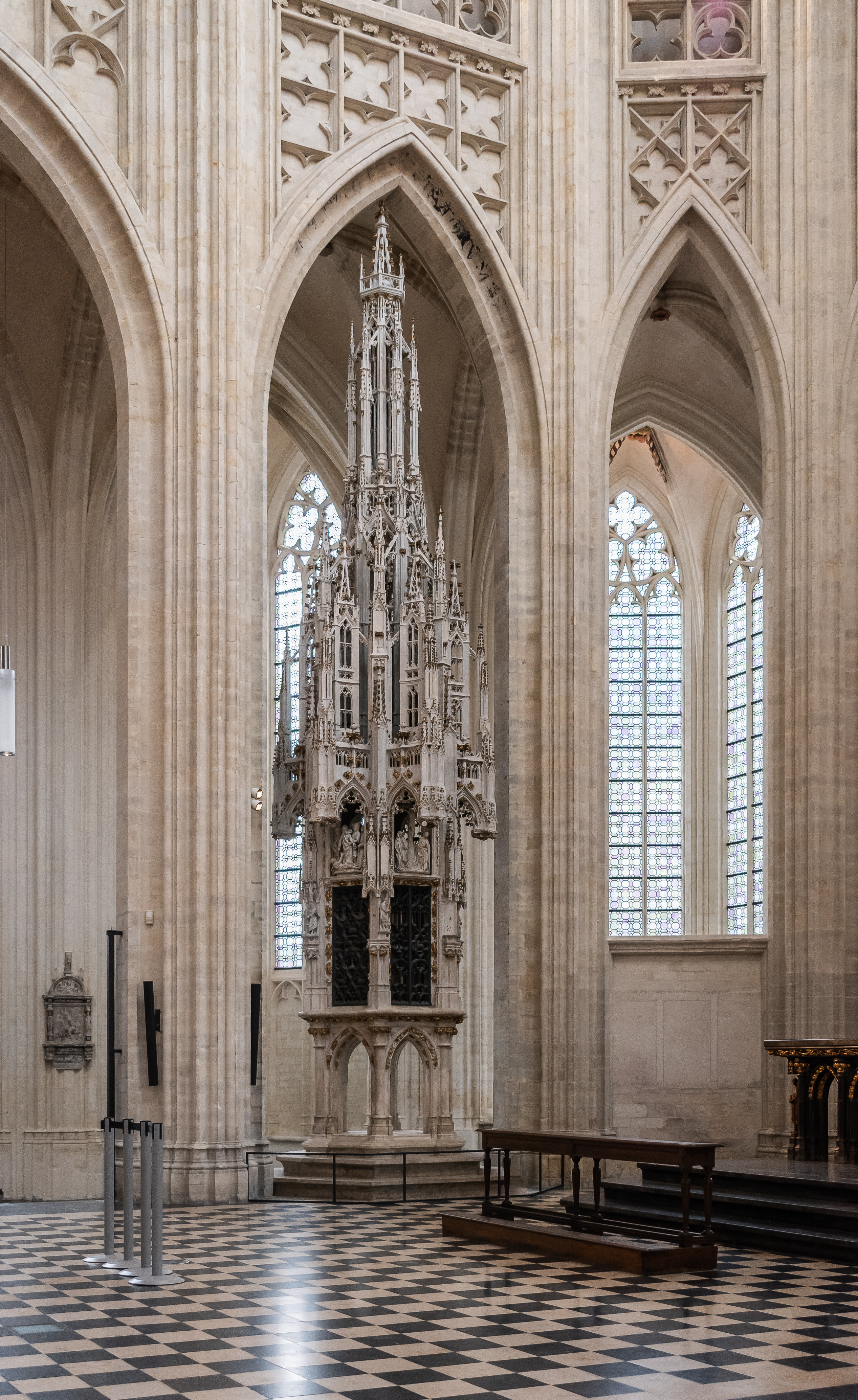
Sint Pieter in Löwen